# Carnago
Carnago (Carnögh in dialetto varesotto) è un comune italiano di 6 629 abitanti della provincia di Varese in Lombardia. Il territorio comunale comprende anche la frazione di Rovate. Carnago dista 12 km dal capoluogo provinciale.

## Geografia fisica
Carnago si trova al centro delle valli dell'Arno e dell'Olona, sulla parte meridionale della collina morenica di origine glaciale che si estende da Morazzone a Cassano Magnago.
Il territorio, copre la superficie di 6,22 km², compresa la frazione di Rovate, comune a sé stante fino al 1928.
Carnago dista dal Capoluogo di provincia 12 km, 11 km da Busto Arsizio e 9 km da Gallarate.
Una parte del territorio comunale è inserita nel "Parco RTO" (Parco Rile Tenore Olona) dal nome dei principali fiumi che lo percorrono: a est il Tenore, al centro il Rile e a sud ovest il Riale. Obiettivo di questo progetto è la conservazione e il recupero delle zone rurali e boschive, incentivando il contatto con la natura e l'utilizzo dell'area per l'attività sportiva o il tempo libero.

## Origini del nome
L'etimologia del nome Carnago sembra derivare della parola celtica *karnākon, con Karn- "cumulo di pietre" > gallico *carn (irlandese, gallese carn stesso significato) e suffisso celtico de localizzazione *-āko(n) > gallico -acon (omonimia con Carnac, Carnac-Rouffiac, Charnay, Francia). Una relazione con la tribù celtica, i Carnuti, che si insediarono in questa zona è possibile. Le modifiche storico-linguistiche apportate nel tempo completano il toponimo fino alla dizione attuale.

## Storia
In epoca romana da Carnago passava la via Novaria-Comum, strada romana che metteva in comunicazione i municipia di Novaria (Novara) e Comum (Como) passando per Sibrium (Castel Seprio).
Secondo alcune ricerche che sfiorano la leggenda, fu il re longobardo Autari che nel 585 affidò il governo del Seprio ad alcuni suoi parenti, i fratelli Martignone, Conte e Rosso da cui sono discese le relative famiglie. Anticamente inseriti nel Contado del Seprio, che si estendeva a tutte le zone dell'alto e medio varesotto, i villaggi di Carnago e Rovate subirono il dominio dei nobili che vi susseguirono.
Nel 1650, la comunità di Carnago, per non essere più infeudata, riscattò le terre acquistando le cedole che la Regia Camera mise in vendita dopo la morte del nobile Francesco Maria Carnago avvenuta senza eredi.
Dopo la distruzione del Castrum di Castelseprio avvenuta nel 1287, il clero che risiedeva nel fortilizio, si spostò nei paesi vicini, ma continuò a celebrare i riti religiosi nella chiesa plebana di S. Giovanni Evangelista rimasta integra.
A seguito di episodi di banditismo e di frequenti tracimazioni del torrente Tenore i canonici non vollero più recarsi presso l'edificio sempre più decadente per la scarsa manutenzione. Nel 1582 Carlo Borromeo trasferì la prepositura da Castelseprio alla parrocchia di S. Martino in Carnago, prepositura molto ambita anche dalla comunità di Tradate.
Nello stesso anno, la cappella di San Bartolomeo Apostolo in Rovate, che si presume sia stata edificata come chiesa privata della famiglia Martignoni e solo in seguito divenuta cappella plebana, venne elevata a parrocchia. Nel 1809 Gornate Inferiore, Torba, Castelseprio e Rovate diventano frazioni di Carnago, ma tutte le località nel 1816 ottengono la ricostituzione a comune. Le notizie sulla vita civica della comunità, si riscontrano a partire dal 1866 quando nel territorio esistevano i comuni autonomi di Carnago, Rovate e Castelseprio, descritti dal medico e fisico Paolo Minonzio in un resoconto medico-scientifico del 1870. Nel 1928 Castelseprio e Rovate diventano frazioni di Carnago, ma solo Castelseprio nel 1947 ottiene la ricostituzione a comune.

### Simboli
Lo stemma e il gonfalone sono stati concessi con decreto del presidente della Repubblica del 29 febbraio 1992.
Lo stemma comunale si ispira al blasone della famiglia Carnago di Milano.
Il gonfalone è un drappo di azzurro.

## Monumenti e luoghi d'interesse

### Architetture religiose
- La chiesa parrocchiale prepositurale di San Martino, di epoca tre-quattrocentesca, con all'interno arredi sacri, opere pittoriche ed affreschi. Notizie storiche sulla sua esistenza risalgono al XIII secolo. Nel 1620 diventa santuario della Madonna dei Miracoli in seguito ad un fatto miracoloso del 1619 con cui un membro della famiglia Trinchinetto riacquista l'uso degli arti inferiori. La chiesa viene ampliata nel 1622 con i proventi dei pellegrinaggi. Contiene l'affresco della Madonna Miracolosa del quattrocento, trasferito sull'altare maggiore dalla parete esterna soprastante la porta della sacrestia; l'affresco della natività e un crocifisso ligneo del XV secolo provenienti dalla chiesa di Santa Maria foris portas di Castelseprio. Completata e ristrutturata nel 1855 dall'architetto Giacomo Moraglia e riaffrescata da Luigi Tagliaferri[7]. Nel 1895 viene elevato il campanile fino a 52 metri e l'anno successivo dotato di 8 campane[8].
- La chiesa di San Rocco, edificata nel 1524 per devozione del popolo, viene restaurata verso la fine dell'Ottocento. Conserva l'affresco raffigurante Cristo Crocefisso con Maria Addolorata e santa Caterina d'Alessandria eseguito nel XVII secolo, oltre alla statua lignea del santo a cui è dedicata. Edificio non utilizzato per il culto, è ora sede di attività culturali come mostre e concerti.
- La chiesetta della Madonna di Stribiana, eretta nel 1866 ad opera degli abitanti.
- La chiesa di S. Bartolomeo nella frazione Rovate, risalente allo stesso periodo della chiesa di San Martino come cappella plebana (elevata nel 1582 a parrocchia da Carlo Borromeo) e consacrata dal cardinale Alfredo Ildefonso Schuster nel 1961.

#### Arte
In località Solaro è presente un affresco della Madonna col Bambino (riprende l'immagine della Madonna dei Miracoli in San Martino). Risalente agli inizi del Novecento, comprende altre pitture fatte eseguire dalla famiglia proprietaria dell'edificio, come l'albero genealogico e una figura di donna (di cui rimane soltanto il volto). L'affresco è stato restaurato nel 1994.

## La pieve
Il 25 luglio 1582 il cardinale Carlo Borromeo trasferì alla chiesa di San Martino di Carnago la sede della previgente pieve di San Giovanni Evangelista di Castelseprio. L'antica città di Castelseprio infatti, che intorno al 1000 era un centro urbano di rilevanza provinciale, era completamente e definitivamente decaduta e ridotta a villaggio in seguito alle distruzioni subite nel Duecento nell'ambito delle guerre di potere fra Torriani e Visconti per il governo del Ducato di Milano. Nell'ambito delle sue misure di adeguamento alla modernità, San Carlo decise quindi di riflettere il mutamento epocale intervenuto nel tessuto urbano della zona, e cambiò la sede plebanea. Carnago ebbe quindi un prevosto cui per quattro secoli furono sottoposte le seguenti parrocchie:
- Santi Pietro e Paolo di Abbiate Guazzone
- San Vincenzo martire di Caronno Varesino
- Santi Nazaro e Celso di Castelseprio
- Beata Vergine del Rosario di Castiglione Olona
- Santi Nazaro e Celso di Castronno
- San Vittore martire di Gornate Olona[9]
- Santi Pietro e Paolo apostoli di Lonate Ceppino
- Sant'Antonino martire di Lozza
- Sant'Ambrogio di Morazzone
- San Bartolomeo di Rovate
- Santo Stefano protomartire di Tradate
- San Maurizio di Vedano Olona
- Santi Giacomo e Filippo di Venegono Inferiore
- San Giorgio martire di Venegono Superiore

## Società

### Evoluzione demografica
Il comune conta ad oggi una popolazione totale di 6.662 abitanti alla data del 1º gennaio 2015. Gli stranieri residenti a Carnago alla stessa data sono 291 e rappresentano il 4,4% della popolazione.
Abitanti censiti

## Cultura
- La "Festa del Paese" viene organizzata ogni anno nella seconda domenica del mese di settembre (tendenza che si è andata confermando negli ultimi anni) in occasione delle celebrazioni religiose per la "Madonna dei Miracoli". I Rioni carnaghesi (San Martino, Magnolia, Borghetto, Solaro, Cigno, Rione del Pozzo, Postcastello e Stribiana) sfilano per le strade del paese (adornato nelle sue vie per l'occasione) esibendo i propri colori e offrendo simbolicamente dei doni alla Madonna che verranno successivamente venduti all'incanto. Sebbene questa manifestazione abbia conosciuto un'ampia adesione fin dalla sua istituzione, oggi il volume di partecipanti si è notevolmente ridotto. Da qualche anno alla sfilata dei vari rioni è stata affiancata una rappresentazione storica (in costume) di avvenimenti che hanno coinvolto la popolazione di Carnago nei secoli. La direzione scenica è  attualmente affidata a Simone Bochicchio , subentrato allo storico regista Antonio Zanoletti mentre gli attori sono abitanti del comune.
- Il "Palio dei Rioni" è un evento, richiamante un nutrito pubblico, avente luogo il sabato antecedente la "Festa del Paese". I rioni si sfidano in una gara il cui vincitore viene insignito di una placca da apporre sul vessillo rappresentante il proprio simbolo rionale. Le prove per conquistare (oltre alla placca) la "Coppa raffigurante gli 8 rioni" sono variate nel corso degli anni; tra le più popolari si possono ricordare: gli scacchi umani, il giro dell'oca, competizioni equestri, giochi di abilità e la rinomata corsa degli asini. La vittoria dà diritto al rione vincitore di tenere la Coppa per un anno intero e di rimetterla in palio quello successivo. L'edizione del 2015 ha visto la vittoria del Rione del Pozzo.
- Nel lunedì che segue la "Festa del Paese" la manifestazione conosce il suo momento più solenne; i fedeli percorrono le strade del paese in processione religiosa per porgere i propri omaggi alla Madonna dei Miracoli. In tale occasione la popolazione inneggia ad essa sulle note del canto "China sul Pargolo".

### Consulta Giovani Carnago
La Consulta Giovani Carnago (CGC) è un'associazione senza scopo di lucro, riconosciuta con delibera comunale n°67 dell'8 luglio 2010, le cui finalità spaziano dalla promozione del territorio, a temi ecologici, temi culturali, alla solidarietà e al coinvolgimento più in generale della gioventù carnaghese. Ogni mese di giugno organizza il festival musicale "Bisboccia Fest".

## Economia
L'economia del paese è di tipo industriale/artigianale ed accanto a queste realtà sopravvivono anche alcuni allevamenti di bestiame e aziende agricole.
Nel settore industriale tessile, è presente la sede della società Preca Brummel.

## Infrastrutture e trasporti
È collegato con le città di Varese, Gallarate e Tradate da un servizio di autobus di linea.
La stazione ferroviaria più vicina si trova nel comune di Albizzate a 3 km.
L'ingresso autostradale più vicino si trova nel comune di Solbiate Arno a 3 km.

## Amministrazione
Barbara Carabelli è l'attuale sindaco di Carnago, eletta il 27 maggio 2019.

## Sport
Il comune di Carnago ospita nel suo territorio il centro sportivo d'allenamento del Milan detto Milanello, inaugurato nel 1963. Nel 1986, con l'avvento di Silvio Berlusconi alla presidenza del Milan, fu in larga parte ristrutturato e oggi comprende cinque campi da calcio, un campo in erba sintetica, due campi da calcetto (uno all'aperto e uno coperto) e una palestra. L'estensione attuale è superiore ai 160.000 m² e comprende anche un parco e un laghetto artificiale.
La Società Ciclistica Carnaghese, in collaborazione con sponsor locali organizza ogni anno, dal 1981, il Gran Premio Industria Commercio Artigianato Carnaghese (detto GP Carnago), gara ciclistica riservata alla categoria professionisti che ha vantato al via, nelle sue edizioni, anche squadre del circuito UCI ProTour. Inizialmente nata come gara per dilettanti, nel 1996 è divenuta open. Dal 2005 la gara è riservata ai corridori professionisti e tra i volti più noti che vi hanno preso parte si ricordano Stefano Garzelli, Gilberto Simoni, Riccardo Riccò, Danilo Di Luca, Andy e Fränk Schleck, Luca Paolini, Alessandro Petacchi ed Ivan Basso vincitore nell'edizione 2010.
Da menzionare vi è inoltre la manifestazione podistica omologata dalla Federazione Italiana Amatori Sport Per Tutti (FIASP), solitamente organizzata nella terza o quarta domenica di aprile, che vede la partecipazione di persone provenienti da tutta la provincia. Il percorso si dipana quasi interamente sul territorio di Carnago e in particolare nel parco sovracomunale R.T.O. Strettamente legata alla tipicità del territorio è organizzata dal gruppo podistico e con il patrocinio del comune.